# Euphorbia neopedunculata
Euphorbia neopedunculata är en törelväxtart som beskrevs av Peter Vincent Bruyns. Euphorbia neopedunculata ingår i släktet törlar, och familjen törelväxter. Inga underarter finns listade i Catalogue of Life.